# Odzun
Odzun (armensko Օձուն) je vas v severnoarmenski provinci Lori in leži na planoti, ki se vzdiguje nad levim bregom
soteske reke Debed, nekaj kilometrov južno od mesta Alaverdi. Najbolj znana
je po eni najlepših armenskih bazilik s kupolo.
Prva cerkev je nastala že v 6. stoletju, v 8. stoletju pa jo je takratni katolikos Hovhannes Odzneci (funkcijo je opravljal med leti
717 in 728) dal prezidati v obliko triladijske bazilike, ki jo ima še danes.
Na severni (tam ni več ohranjena) in južni strani sta se nahajali kolonadi z arkadami. Na zahodni strani je slepa stena z lokom obdanim glavnim vhodom na sredini. Streha ima sodast obok, rebrasto obokano kupolo podpirajo štirje stebri. Poleg njih lahko
v zahodnem delu cerkve vidimo še dva stebra. Na zunanjem delu vzhodne stene je moč
videti vklesanega Kristusa z Janezovim evangelijem in angeli. Na zunanji strani
južne stene se na vsaki strani osrednjega okna nahaja po en angel, sledi pa
nakazujejo, da je tam bila vklesana še ena figura, najverjetneje Kristus.
V 19. stoletju so na vzhodnem delu prizidali še dva manjša zvonika.
Poleg cerkve, med grobovi duhovnikov, stoji še nagrobni spomenik z dvema
štirimetrskima obeliskoma, ki ju obdajata arkadi. Na vzhodni in zahodni strani
tega spomenika so vklesani prizori iz Biblije in pokristjanjevanja
Armenije, na severni in južni strani pa so vklesani geometrijski in cvetlični motivi.
Tudi postavitev tega spomenika povezujejo s Hovhannesom, vendar se iz sloga zdi
verjetneje, da so ga postavili že v 6. stoletju.
To je eden izmed le dveh takšnih spomenikov v Armeniji, drugi se nahaja
v Aghudiju v južni provinci Sjunik.